# Gotra fugator
Gotra fugator är en stekelart som först beskrevs av André Seyrig 1952.  Gotra fugator ingår i släktet Gotra och familjen brokparasitsteklar. Inga underarter finns listade i Catalogue of Life.